# Harry Gordon
Harry Gordon, född 11 juli 1893 i Aberdeen som Alexander Gordon död januari 1957i Glasgow, var en brittisk kompositör och artist.

## Filmmusik i urval
- 1954 - Gula divisionen

## Musik i urval
- Goodnight Little Fella

## Fotnoter
1. 1 2  SNAC, SNAC Ark-ID: w6rk9qsx, läs online, läst: 9 oktober 2017.[källa från Wikidata]
2. ↑  Harry Gordon, minnestavla (på engelska), Open Plaques objekt-ID: 766, läs online.[källa från Wikidata]